# Jeanne Evans
Jeanne Evans (* 10. März 1924 in Utah als Jeanne Marie Ayrest; † 5. Mai 2012) war eine US-amerikanische Schauspielerin.

## Leben
Jeanne Evans war die Tochter von Clarence Ayrest (auch Agrest), einem Hühnerfarmer aus Wyoming und seiner Frau Jessie aus Iowa. Ab 1930 lebte die Familie in Inglewood, Kalifornien, wo Jeanne die High School besuchte. Jeanne hatte eine Schwester (Barbara) und drei Brüder (Robert, Allen und Forrest).
In den 1950er Jahren war Evans in Nebenrollen in einigen Filmen und TV-Serien zu sehen, darunter in Twilight Zone in der Folge To Serve Men, bei der ihr Mann, der Regisseur und Drehbuchautor Richard L. Bare, Regie führte. Mit Bare war Evans von 1958 bis zur Scheidung 1965 verheiratet. Sie hatte ein Kind mit Frederick Gleason, mit dem sie von 2004 bis zu ihrem Tode auch verheiratet war.

## Filmografie (Auswahl)
- 1955: Son of Sinbad
- 1956: The She-Creature
- 1956: Girls in Prison
- 1958: Girl on the Run

### TV-Serien
- 1958: 77 Sunset Strip
- 1960, 1962: The Twilight Zone (1960 & 1962)